# 이지함선생묘
이지함선생묘(李之函先生墓)는 대한민국 충청남도 보령시 주교면에 있는 조선시대의 이지함 선생의 무덤이다. 1992년 8월 17일 충청남도의 문화재자료 제320호로 지정되었다.

## 개요
이지함(李之菡) 선생의 본관은 한산(韓山)이고 호는 토정(土亭)임. 보령시 청라면 장산리에서 출생하였으며, 맏형 지번(之蕃)과 화담 서경덕(徐敬德) 문하에서 공부하였다.
천문(天文)․지리(地理)․의약(醫藥) 등에 능통하였으며, 토정비결의 저자로도 널리 알려져 있고, 벼슬하기 전 한때 마포강변의 흙집 위에 정자를 짓고 살면서 스스로 호를 토정(土亭)이라 하였고, 어염상고(魚鹽商賈)로 많은 곡식을 마련하여 어려운 사람을 도와주기도 하였다.
평생 벼슬을 사양하다가 1573년(선조6)도덕과 학문이 뛰어난 선비로 추천되어 포천현감이 되어서는 백성의 가난해결을 위한 경제적 방안을 상소하였고, 임진강 범람을 예견하여 수많은 인명을 구제하였으며, 아산현감이 되어서는 걸인청(乞人廳)을 지어 빈민을 구제하는데 힘쓰다가 1598년 재임 중 순직하였다.
그리하여 우리나라 실학(實學)의 효시(嚆示)로 알려지기도 하는데, 1686년(숙종12) 보령 화암서원(花巖書院)에 주벽(主壁)으로 배향(配享)되었고, 1761년(영조37)에 문강공(文康公)의 시호(諡號)를 받았다.
고만(高巒)에 위치한 묘역은 선생과 그의 형제와 존․비속의 14기 묘소가 위치하고 있는데, 선생의 학문과 전해지는 여러 일화로 인하여 명당자리로 인식되어 많은 사람들의 관심을 끌고 있는 곳이다.

## 참고 문헌
- 이지함선생묘 - 국가유산청 국가유산포털